# Harry Cobby
El Comodoro del aire Arthur Henry (Harry) Cobby (26 de agosto de 1894 – 11 de noviembre de 1955) fue un aviador militar australiano. Fue un as del aire del Australian Flying Corps durante la Primera Guerra Mundial, con 29 victorias, a pesar de que solo estuvo en servicio activo menos de un año. 
Siendo aclamado como héroe nacional, en 1921 Cobby fue transferido a la recién formada Royal Australian Air Force (RAAF) donde ascendió al rango de Wing Commander. En 1936 dejó la Permanent Air Force para alistarse en la Junta de Aviación Civil, pero en 1939 al comenzar la Segunda Guerra Mundial se volvió a enrolar. Ocupó varios puestos directivos en la Fuerza Aérea, incluido el de Director de Reclutamiento y Comandante del Aire de la zona noreste. En 1943, Cobby fue condecorado con la George Medal por rescatar a los supervivientes de un choque aéreo. Al año siguiente fue designado Comandante del Aire del Grupo Operacional N.º 10, pero fue desplazado de su cargo durante el "Motín de Morotai" que tuvo lugar en abril de 1945. En 1946 se retiró de la Fuerza Aérea, trabajando luego en el Departamento de Aviación Civil hasta su muerte en 1955.